# Borrello
Borrello är en ort och kommun i provinsen Chieti i regionen Abruzzo i Italien. Kommunen hade 330 invånare (2018).